# Richard Åkerman (ämbetsman)
Anders Richard Åkerman (i riksdagen kallad Åkerman i Stockholm), född 10 april 1837 i Klara församling, Stockholm, död 23 februari 1922 i Oscars församling, Stockholms stad, var en svensk metallurg, generaldirektör och riksdagsledamot, son till Joachim Åkerman. Åkerman var gift med Maria Gustafva Clason (1845–1929) och blev far till Gustaf Richard Joachim (Jockum) Åkerman.
Maria Clasons yngre bror, den framstående arkitekten (bland annat Nordiska museet, Hallwylska palatset) Isak Gustav Clason ritade också villa Mariehill, uppkallad efter Maria.

## Biografi
Åkerman blev student vid Uppsala universitet 1855, avlade där bergsexamen 1860, inskrevs samma år som auskultant i Kommerskollegiets avdelning för bergsärenden, genomgick 1861–1862 Bergsskolan i Falun, antogs 1863 som elev och förordnades 1864 till stipendiat på Jernkontorets metallurgiska stat och var 1868–1891 redaktör för Jernkontorets annaler. År 1869 utnämndes han till adjunkt i metallurgi och hyttkonst vid Bergsskolan samt blev 1877 lektor (med järnets metallurgi som specialitet) och 1883 professor i förstnämnda ämnen vid Kungliga Tekniska högskolan samt föreståndare för dess bergskoleavdelning. År 1890 utsågs han till ledamot av högskolans styrelse.
För studier av järnhanteringen gjorde han 1866–1867 och 1868 resor i utlandet. Han var ledamot av kommittéerna för Sveriges deltagande i utställningarna i Köpenhamn (1872), Wien (1873), Philadelphia (1876) och Paris (1878) och vid dessa kommissarie för de metallurgiska avdelningarna (dock ej i Philadelphia) och juryman. Hans strävan som lärare gick framför allt ut på hyttkonstens höjande från konst till vetenskap, varför han ock planlade samt ledde en mängd undersökningar, vilkas resultat dels i hans eget, dels i hans medarbetares namn meddelades i en mängd uppsatser i Jernkontorets annaler.
Åkerman var 1891–1905 generaldirektör och chef för Kommerskollegium samt därunder ledamot av kommittén för Stockholmsutställningen 1897 (vice ordförande för dess centraljury) och ordförande i kommittéerna i världsutställningarna i Chicago (1893), Paris (1900) och S:t Louis (1904). Han tillhörde även den så kallade mellanrikslagskommittén (1895–1897; ordförande på en av avdelningarna) och yrkesfarekommittén (1896–1897; ordförande).
Åkerman var bland annat även ledamot av styrelserna för Stora Kopparbergs bergslag (1874–1876), Stora Kopparbergs Bergslags AB (1891, vice ordförande 1911, dess ordförande 1915–1917), Lifförsäkringsanstalten "Oden" (1889, vice ordförande 1895 och ordförande 1904), Stockholm-Västerås-Bergslagens Nya Järnvägs AB (vice ordförande 1897, ordförande 1899–1917), Skandinaviska Kredit AB (1901–1921). Han deltog även i det politiska livet som ledamot av riksdagens första kammare för Värmlands län 1892–1910 och var flera år medlem av och 1907 ordförande i särskilt utskott.
Han var ledamot av Vetenskapsakademien (1875; preses 1895–1896), Lantbruksakademien (1878; hedersledamot 1909), Letterstedtska föreningen (ordförande 1905–1921), Nobelstiftelsens fullmäktige (1902; ordförande 1908) och av ett tiotal utländska vetenskapliga samfund, bland annat hedersledamot av The Iron and Steel Institute of Great Britain (1875), som 1885 tilldelade honom sin stora Bessemermedalj i guld, och av The American Institute of Mining Engineers (1876). Uppsala universitet kreerade honom 1893 till filosofie hedersdoktor, och Jernkontoret tilldelade honom 1894 sin guldmedalj.
Mineralen akermanit (2CaO.MgO,2SiO2) är uppkallad efter sin upptäckare Richard Åkerman. Fyndplats är bland annat Alnö utanför Sundsvall.